# Karl Abel (Politiker)
Karl Abel (* 10. Februar 1897 in Obernkirchen, Kreis Rinteln; † 27. April 1971 ebenda) war ein deutscher Gewerkschafter und Politiker (KPD). Er war von 1924 bis 1933 Mitglied des Preußischen Landtags und von 1946 bis 1951 Mitglied des Niedersächsischen Landtages (dort 1950/51 Vorsitzender der KPD-Fraktion). Von November 1946 bis Juni 1947 war Abel niedersächsischer Minister für Volksgesundheit und Staatswohlfahrt und anschließend bis Februar 1948 Landesminister ohne Geschäftsbereich.

## Leben
Nach dem Volksschulabschluss absolvierte Abel eine Ausbildung zum Schuhmacher, die er 1914 mit der Gesellenprüfung abschloss. Von 1916 bis 1918 nahm er als Soldat am Ersten Weltkrieg teil. Er wurde als Infanterist auf dem Balkan und in Frankreich eingesetzt, während des Krieges aber nie befördert. 1919 wurde Abel aus der Reichswehr entlassen. Anschließend ging er auf Wanderschaft u. a. in Schlesien, ehe er nach seiner Rückkehr nach Obernkirchen 1920 und kurzer Arbeitslosigkeit 1921 eine Tätigkeit als Bergarbeiter bei der Preußischen Bergwerks- und Hütten-Aktiengesellschaft (Preussag) aufnahm.

### Weimarer Republik
Abel schloss sich 1916 der Sozialistischen Jugend an und trat 1921 in die KPD ein. Er wurde 1924 in den Stadtrat von Obernkirchen gewählt und gehörte ab 1926 dem Kreistag der Grafschaft Schaumburg an. Er war seit 1925 Gauleiter des Roten Frontkämpferbundes (RFB) in Niedersachsen und seit 1929 Organisationsleiter in der niedersächsischen KPD-Bezirksleitung.
Abel gehörte von 1924 bis 1933 dem Preußischen Landtag an.
Abel hatte sich bereits 1914 der Gewerkschaft angeschlossen. Er wurde 1926 bei der Preussag entlassen, arbeitete im Anschluss als Gewerkschaftssekretär und wirkte daneben als hauptamtlicher Parteifunktionär bei den Kommunisten. 1927 wurde er Leiter einer Arbeiterbuchhandlung in Hannover. Aufgrund seiner Mitarbeit in der Revolutionären Gewerkschafts-Opposition (RGO) wurde er 1929 aus dem Bergarbeiterverband ausgeschlossen.

### NS-Zeit
Nach der Machtübernahme der Nationalsozialisten wurde Abel am 12. Februar 1933 in Wesermünde misshandelt, festgenommen und 1933/34 in Festungshaft in Hamburg-Bergedorf verbracht. Anschließend arbeitete er als orthopädischer Schuhmacher. Seit 1938 war Abel selbständiger Schuhmachermeister in Obernkirchen. Aus politischen Gründen wurde er am 25. August 1938 erneut inhaftiert und bis zum 16. Januar 1940 im KZ Sachsenhausen festgehalten. Noch im selben Jahr wurde er zur Wehrmacht einberufen und nahm bis 1941 als Soldat am Zweiten Weltkrieg teil. Er wurde in Frankreich und auf dem Balkan eingesetzt. Nachdem er aus gesundheitlichen Gründen als Folge seiner Inhaftierungen aus dem Militärdienst entlassen worden war, arbeitete er wieder als Schuhmacher.
1941 trat er dem Reichsluftschutzbund und der NSV bei. Eine weitere Festnahme am 22. August 1944 in Rinteln führte erst zu einer Inhaftierung im Polizeigefängnis in Rinteln und dann schließlich zu einer erneuten Haft im KZ Sachsenhausen (Häftlingsnummer: 107.394), die bis zu seiner Befreiung durch die Sowjetarmee nach einem Todesmarsch zur Ostsee in der Nähe von Schwerin 1945 andauerte.

### Nachkriegszeit
Er war von 1946 bis 1951 Mitglied des Niedersächsischen Landtages und dort 1950/51 Vorsitzender der KPD-Fraktion. Ebenfalls gehörte er für die KPD dem Rat der Stadt Obernkirchen und dem Kreistag der Grafschaft Schaumburg an.
Abel wurde am 25. November 1946 als Minister für Volksgesundheit und Staatswohlfahrt in die von Ministerpräsident Hinrich Wilhelm Kopf geführte Regierung des Landes Niedersachsen berufen. Vom 11. Juni 1947 bis zu seinem Rücktritt am 5. Februar 1948 amtierte er als Landesminister ohne Geschäftsbereich.
Nach seinem Ausscheiden aus der Landespolitik arbeitete Abel als orthopädischer Schuhmachermeister und Schuhhändler in Obernkirchen. Daneben engagierte er sich in der Vereinigung für Frieden und Sicherheit (VFS) und war Vorsitzender der Vereinigung der Verfolgten des Naziregimes (VVN) in Niedersachsen. Mit dem Verbot der KPD 1956 wurden Abel die bürgerlichen Ehrenrechte aberkannt, sodass er keine öffentlichen Ämter mehr ausüben konnte.
Bei der Konstituierung der DKP war er durch die KZ-Haft bereits so schwer krank, dass er nicht mehr aktiv mitarbeitete.

## Nachwirkung
Im Jahr 1996 befasste sich eine Gruppe von Schülern mit Karl Abels Leben und erreichte, dass Anfang 1997 an Abels Wohnhaus in der Langen Straße in Obernkirchen eine Gedenktafel angebracht wurde:
In diesem Haus wohnte von 1936 bis zu seinem Tod der Schuhmachermeister Karl Abel (1897-1971). Als Abgeordneter der KPD war er bis 1933 im Stadtrat, im Kreisrat und im Preußischen Landtag in Berlin tätig. Unter den Nationalsozialisten verbrachte er leidvolle Jahre in Konzentrationslagern. Karl Abel war nach dem Krieg von 1946 bis 1948 der erste Schaumburger Minister im neu gegründeten Land Niedersachsen.
Im Jahr 2008 erschienen im Auftrag der Historischen Arbeitsgemeinschaft für Schaumburg Karl Abels Erinnerungen Als Sozialist und Kommunist unter vier Regimes. Er hatte sie 1963 beendet, aber verfügt, dass sie zum Schutz von Lebenden erst 30 Jahre nach seinem Tod erscheinen dürften.

## Erinnerungen
- Christian Heppner (Hrsg.) und Karl Abel (Verfasser): Als Sozialist und Kommunist unter vier Regimes. Die Memoiren des ersten niedersächsischen Sozialministers Karl Abel (1897 - 1971). In: Reihe Schaumburger Studien, Band 67, Verlag für Regionalgeschichte, Bielefeld 2008, ISBN 978-3-89534-677-4.[5]